# ريك بروكس
ريك بروكس (بالإنجليزية: Rick Brookes)‏ هو رسام كارتون بريطاني، ولد في 16 يونيو 1948 في بانغور في المملكة المتحدة.